# Sächsisches Esperanto-Institut
Das Sächsische Esperanto-Institut war eine 1908 gegründete, vom Königreich Sachsen geförderte Kultureinrichtung zur Verbesserung des Esperanto-Unterrichts, Abnahme von Sprachprüfungen, Herausgabe von Lehrbüchern, Aufbau einer Fachbibliothek zu Esperanto und Plansprachen und Erstellen von Esperanto-Übersetzungen für sächsische Industrieunternehmen.

## Sächsisches Esperanto-Institut 1908–1922

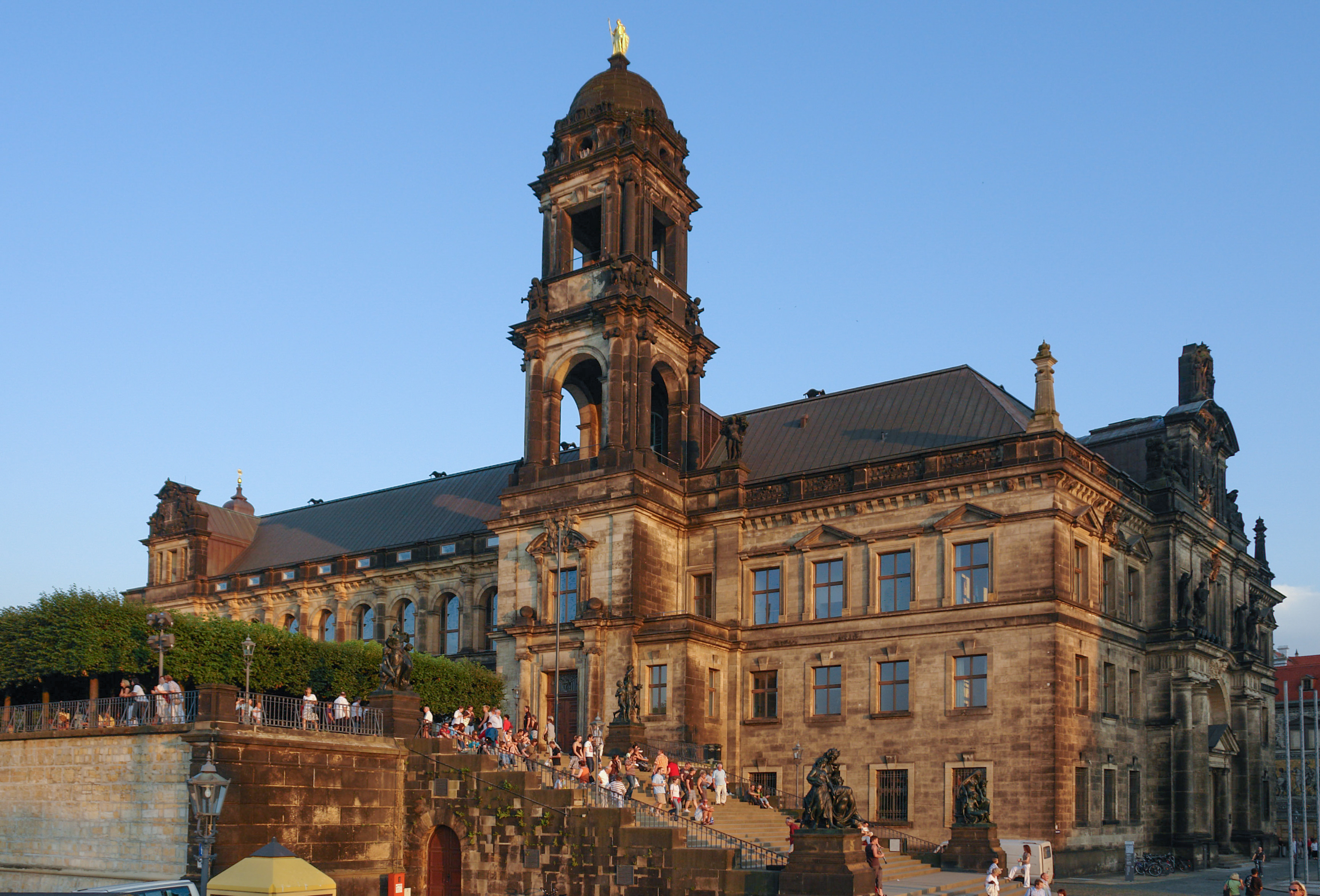
Sächsisches Ständehaus in Dresden, Sitz des Sächsischen Esperanto-Instituts

Das Institut entstand im Zusammenhang mit dem 4. Esperanto-Weltkongress im August 1908 in Dresden. Am 12. November 1908 wurde es dem Königlich Sächsischen Staatsministerium des Innern unterstellt. Initiator und erster Direktor des Instituts war der Regierungsassessor Albert Schramm (1880–1937). Er arbeitete am Sächsischen Stenographischen Landesamt.
Dem achtköpfigen Direktorium des Instituts gehörten angesehene Dresdner Persönlichkeiten an, so der Polizeipräsident Paul Koettig und der Bankier Georg Arnhold. Im Vorstand des Instituts waren unter anderem die Esperanto-Poetin Marie Hankel und der Vorsitzende der Dresdner Esperanto-Gesellschaft Karl von Frenckell.
Das Institut war auch zuständig für die Königlich Sächsische Esperanto-Bibliothek, die 1919 einen Bestand von 1200 Bänden besaß.
Ein Patronatsverein zur Förderung des Sächsischen Esperanto-Instituts warb für Spenden und sorgte so für finanzielle Unterstützung.
Als Albert Schramm 1913 Direktor des Deutschen Buch- und Schriftmuseums in Leipzig wurde, zog das Institut mitsamt der Bibliothek nach Leipzig um.
1914 übernahm Johannes Dietterle (1866–1943) die kommissarische Leitung des Instituts. Im Januar 1916 wurde er vom Ministerium offiziell zum Leiter ernannt. Dietterle lehrte an der Studienanstalt und 1. Höheren Schule für Mädchen in Leipzig. Gemäß einer Übereinkunft der Kriegstagung deutscher Esperantisten im Dezember 1918 in Dresden sollte das Institut als neutrale Zentralstelle der Esperantobewegung in Deutschland wirken. Dietterle bilanzierte 1919, dass bislang 3000 Personen in Kursen des Institutes Esperanto gelernt haben und 60 Esperanto-Lehrer ausgebildet wurden.
Das Direktorium bestand inzwischen aus 15 bis 20 „hervorragenden Vertretern der Wissenschaft, des Handels und der Industrie“. Vorsitzender war nun Albert Steche (1862–1943), Industrieller und Abgeordneter der Sächsischen Ständekammer, der das Institut über viele Jahre finanziell förderte.
Ab 1918 konnte die Institutssekretärin Elisabeth Wunderlich (1889-) angestellt werden, die sich auch um die Bibliothek kümmerte und die Buchausleihe betreute. Die Geschäftsstelle am Johannisplatz 3 verfügte über einen Büroraum und einen Lesesaal, der auch für Unterrichtszwecke genutzt wurde.
Dietterle erklärte Mitte 1920, dass sich die Arbeit des Instituts nun auf die wissenschaftliche Behandlung des Esperanto sowie auf das Verhältnis von Schule und Esperanto beschränken sollte. Das Institut erhöhte seine Wirksamkeit. Das von ihm 1922 zusammengetragene statistische Material zur Esperantobewegung im In- und Ausland trug zu dem günstigen Völkerbund-Bericht über die Erfolge des Esperanto bei.

## Esperanto-Institut für das Deutsche Reich

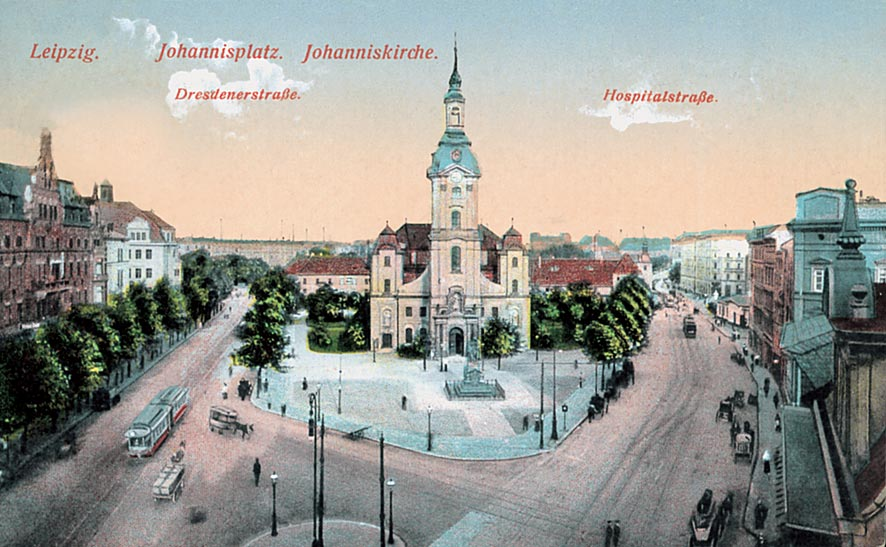
Der Johannisplatz in Leipzig 1900, Geschäftsstelle und Bibliothek des Sächsischen Esperanto-Instituts bzw. des Esperanto-Instituts für das Deutsche Reich am Johannisplatz 3 ab 1918

1922 wurde das Institut in das Esperanto-Institut für das Deutsche Reich umgewandelt, womit nun auch offiziell sein Wirkungsgebiet auf ganz Deutschland ausgeweitet wurde. Am 4. April 1923 billigte das Reichsministerium des Innern die neuen Satzungen. Im selben Jahr gab der Esperanto-Weltkongress in Nürnberg unter der Schirmherrschaft des Reichspräsidenten Friedrich Ebert dem Esperanto in Deutschland neuen Auftrieb.
In einem Rundschreiben vom 31. März 1924 an die Unterrichtsverwaltungen der Länder hieß es, dass die Reichsregierung „dem Gedanken einer Welthilfssprache von jeher lebhaftes Interesse entgegengebracht und diese Bewegung stets nach Kräften gefördert“ habe. Die Schulbehörden wurden angewiesen „der Erteilung des Unterrichts in Esperanto in jeder Beziehung Vorschub zu leisten“.
Ab 1922 baute das Institut ein einheitliches Prüfungswesen in Deutschland auf. Es wurden bis 1933 etwa 30 ministeriell bestätigte Prüfungskommissionen mit 125 Prüfungskommissaren gebildet. Bis 1932 bestanden 1397 Personen eine Esperanto-Prüfung des Instituts. Von 1927 bis 1932 wurden 77 Kursleiter-Prüfungen und 102 Lehrer-Prüfungen abgenommen sowie 5 Nachweise wissenschaftlichen Esperanto-Studiums erteilt.
Das Institut sammelte alles Material über Esperanto, um fundiert Auskunft geben zu können – über Esperanto-Organisationen, Prüfungsanforderungen, geeignetes Unterrichtsmaterial, sprachliche Fragen, Quellen für wissenschaftliche Arbeiten sowie die Verbreitung des Esperanto. Das Institut arbeitete mit dem Leipziger Messeamt zusammen und gewann den Leipziger Verlag Ferdinand Hirt & Sohn für die Herausgabe von Literatur über und in Esperanto.
Eine Statistik des Instituts wies aus, dass 1928 in 1087 Orten Deutschlands 441 Esperanto-Gruppen mit 8490 Mitgliedern und 22 378 Einzelesperantisten wirkten.
1932 übergab Dietterle nach vielen Jahren aufopferungsvoller Tätigkeit die Leitung des Instituts an Max Friedrich Schreiber, Dozent am Pädagogischen Institut in Leipzig. Er war aber wohl seiner Aufgabe nicht gewachsen und trat im März 1933 zurück. Albert Steche, der Vorsitzende des Direktoriums, übernahm nun interimistisch auch die Leitung des Instituts.
Mit der Machtergreifung der Nazis wurden alle Mittel für das Institut gestrichen die Sekretärin arbeitete ab April 1933 ohne Gehalt. Dem Verbot der Lehr- und Lerntätigkeit 1935 folgte 1936 das Verbot des Deutschen Esperanto-Bundes. Im Dezember 1936 erfolgte die Auflösung des Instituts.
Vorher war es Steche gelungen, Bibliothek und Akten durch Übergabe an die Preußische Staatsbibliothek in Berlin vor der Vernichtung zu retten. Sie ist heute als Sondersammlung Esperanto der Staatsbibliothek zu Berlin, Preußischer Kulturbesitz unter den Signaturen 17ZZ1 bis 17ZZ2810 zugänglich.

## Neugründung 1948
Nach dem Zweiten Weltkrieg erfolgte die Neugründung 1948 in München unter dem Namen Deutsches Esperanto-Institut (DEI). Da die ehemalige Esperanto-Bibliothek für das Deutsche Reich sich nunmehr im sowjetischen Sektor Berlins und ab 1949 in der DDR befand, erfolgte im Westen ein Neuaufbau. Die Deutsche Esperanto-Bibliothek ist heute in Aalen untergebracht.

## Leiter
Albert Schramm 1908–1914
Johannes Dietterle 1914–1932 (1914–1916 kommissarisch)
Max Friedrich Schreiber 1932/1933
Albert Steche 1933–1936

## Publikationen
- IV. Internationaler Esperanto-Kongress... Bericht. Dresden 1908.
- Verzeichnis der Königlich-Sächsischen Esperanto-Bibliothek. Dresden 1918.

## Auszeichnung
Goldmedaille „Pro la granda servo al Esperanto“ (Für den großen Dienst am Esperanto), 1931 verliehen durch das Internationale Zentralkomitee der Esperanto-Bewegung